# 帕特里克·昂里魯
帕特里克·昂里魯（法語：Patrick Henriroux，法語發音：[patʁik ɑ̃ʁiʁu]；1958年11月20日—），出生於法國勃艮第-弗朗什-孔泰大区上索恩省的沃蘇勒，是一名法式料理的主廚和酒店老闆。

## 生平
帕特里克·昂里魯的廚藝師事米其林指南三星主廚喬治·布朗，1989年加入Dominique Bouillon房地產集團，成為重新開幕的金字塔餐廳的主廚，他只用了9個月的時間，就得到米其林指南一星評鑑、1992年再獲得二星評鑑，1996年決定買下金字塔餐廳，同年獲得戈和米約年度最佳廚師。

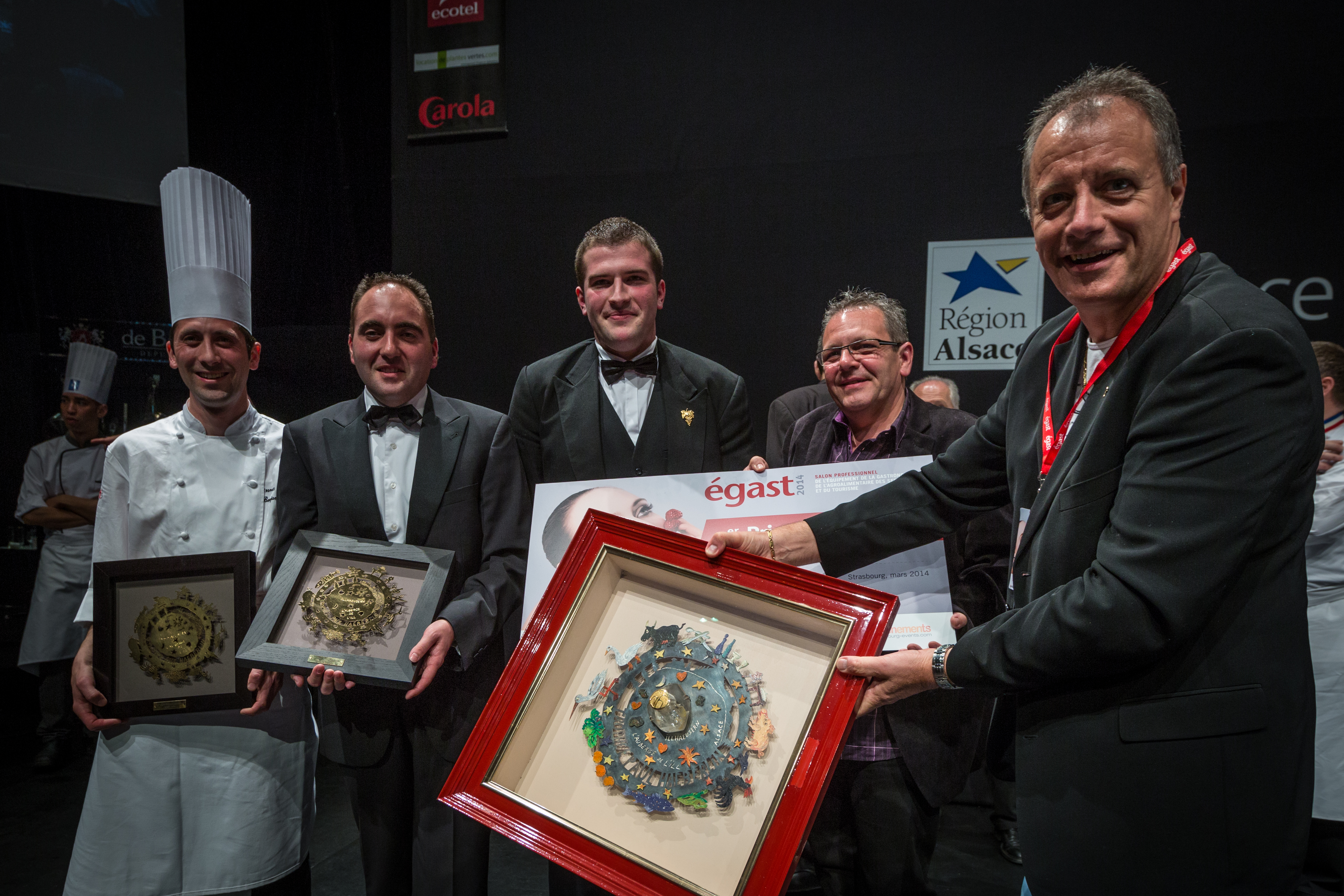
2014年金字塔餐廳團隊榮獲保羅·海伯林盃烹飪獎

1999年帕特里克·昂里魯讓金字塔餐廳加入羅萊夏朵聯盟，2004年受邀前往日本東京Le Crown餐廳擔任執行烹飪總監，他再度創下不到一年的時間，就讓這家餐廳得到日本米其林指南一星評鑑。2014年帕特里克·昂里魯和他的金字塔餐廳團隊：邦雅曼·帕蒂西耶（法語：Benjamin Patissier）、米卡埃爾·布維耶（法語：Michael Bouvier）和弗雷德里克·舍策爾（法語：Frédéric Schaetzel） ，榮獲保羅·海伯林盃烹飪獎。

## 獲獎
- 1992年 金字塔餐廳米其林指南
- 1996年 戈和米約年度最佳廚師
- 2004年 Le Crown餐廳日本米其林指南
- 2014年 金字塔餐廳團隊保羅·海伯林盃烹飪獎
- 戈和米約

## 相關連結
- 金字塔餐廳官方網站 （页面存档备份，存于）